# Per Frimann
Per Frimann (født 4. juni 1962 i Gladsaxe) er en tidligere dansk fodboldspiller og nuværende tv-vært. Han spillede i sin karriere for AB, KB, RSC Anderlecht, AGF og Brøndby IF samt på det danske landshold.

## Karriere
Han opnåede 17 landskampe for det danske landshold og scorede et mål. Han indstillede sin aktive karriere som 28-årig i 1990 på grund af vedvarende problemer med skader.
Frimann arbejdede med PR i Europakommisionen 1992-1996 og var herefter international konsulent for Danmarks Idræts-Forbund. Han var sportsdirektør i sin gamle klub AB fra 1998-2002.
Siden har han været fast inventar på TV 3's fodboldprogrammer, blandt andet Onside, i tæt samarbejde med Carsten Werge.
Per Frimann blev i 2001 gift med Camilla Sachs Bostrup (tidligere journalist og tv-vært) Med hende har han to børn, Jonatan (født 1997) og Matilde (født 2001). 

## Oversigt
- AB 1979-1980
- KB 1981
- RSC Anderlecht 1981-1987
- AGF 1988
- Brøndby IF 1989-1990
- Danmarks landshold 1983-1989[3]